# Fiete Felsch

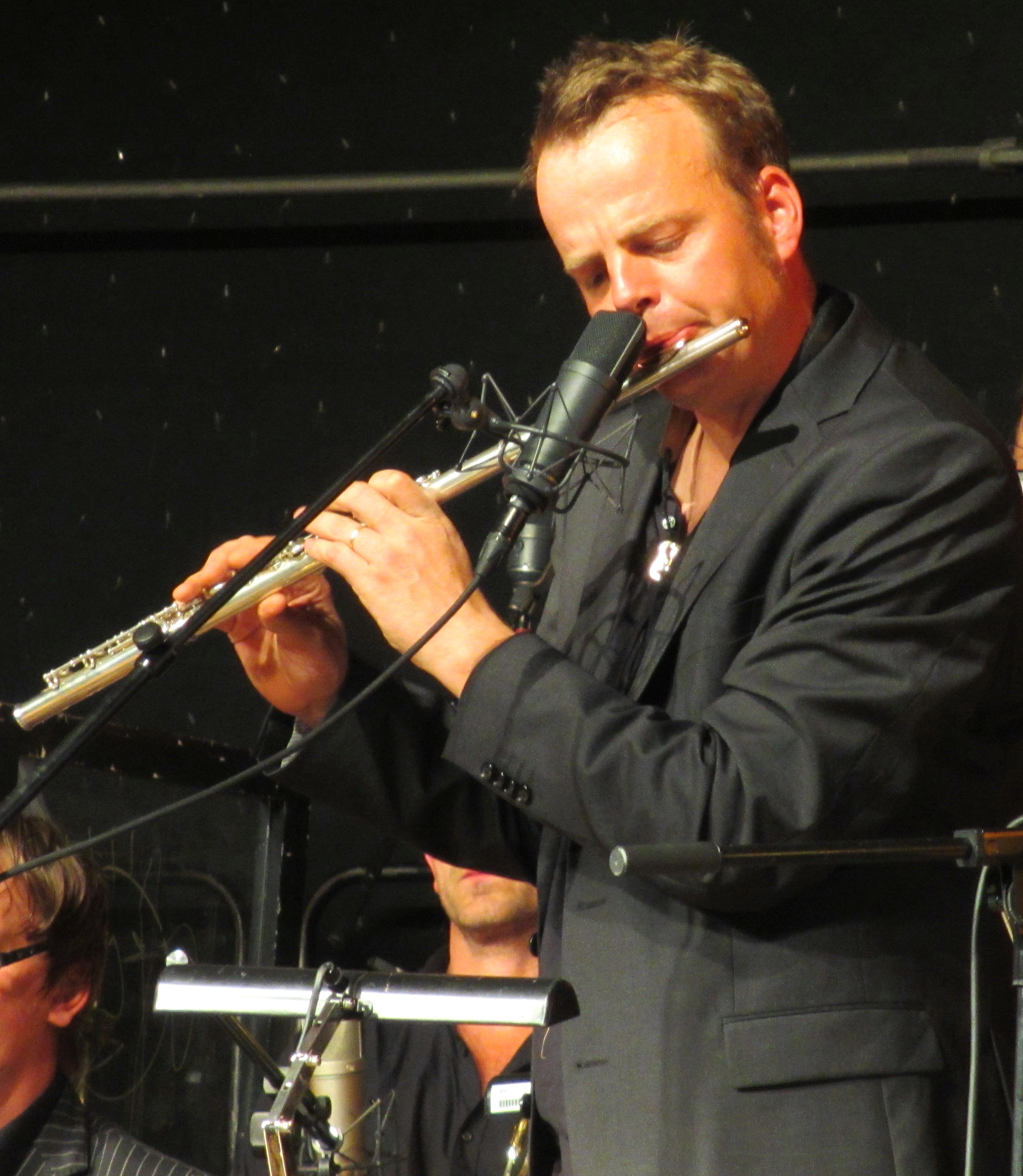
Fiete Felsch

Fiete Felsch (eigentlich Ernst-Friedrich Felsch; * 26. Dezember 1967 in Herford) ist ein deutscher Jazzmusiker und Hochschullehrer.

## Leben
Fiete Felsch wurde in Herford geboren und besuchte das Johanneum zu Lübeck. Bei Herb Geller studierte er in Hamburg Saxofon. 1987 gehörte er zu den ersten Mitgliedern des Bundesjazzorchesters unter Leitung von Peter Herbolzheimer. Ab 1989 war er Stipendiat an der University of North Texas. In den USA wurde er 1990 mit dem Saxofonpreis der Northern American Saxophone Alliance  und als „most outstanding student in jazz studies“ ausgezeichnet. Er gründete das Quintett Fiete Felsch Group, das sich der Musik der Brüder Cannonball Adderley und Nat Adderley widmet.
1995 wurde er Erster Altsaxofonist der NDR Bigband. Felsch spielte auf verschiedenen Plattenaufnahmen mit, darunter beim Album Wünsche von Hannes Wader, Der Weihnachtskrug (2002) von Manfred Krug oder Fortpflanzungssupermarkt (2007) von Die Zimmermänner. Neben der Zusammenarbeit mit Musikern wie Al Jarreau, George Gruntz, Albert Mangelsdorff oder Nils Landgren trat er als klassischer Saxofonsolist auf, unter anderem beim Schleswig-Holstein Musik Festival und bei den Festspielen Mecklenburg-Vorpommern.
Seit 1999 ist  Felsch Professor an der Hochschule für Musik und Theater Hamburg. Dort lehrt er Saxofon und Improvisation.